# Francis Coquelin
Pour les articles homonymes, voir Coquelin.
Francis Coquelin, né le 13 mai 1991 à Laval en France, est un footballeur français qui évolue au poste de milieu défensif au FC Nantes.

## Biographie

### Formation au Stade lavallois
Né à Laval de parents réunionnais, Francis Coquelin commence sa carrière dans le club du quartier du Bourny (AS Bourny), avant de poursuivre sa formation au Stade lavallois.
En avril 2006, il dispute avec la sélection du Maine la Coupe Nationale des 14 ans à Clairefontaine. Un mois plus tard, il signe un contrat aspirant avec le Stade lavallois. Il participe à son premier stage de détection à Clairefontaine en février 2007. En avril 2007 il est finaliste du Challenge Marcel-Bois, dont il est élu meilleur joueur.
Doublement surclassé, il dispute quinze matches en CFA2 lors de la saison 2007-2008. Au printemps 2008, la presse rapporte qu'il a donné son accord au FC Nantes. Après avoir participé aux trois matches du Tour Elite, il est sélectionné pour l'Euro des moins de 17 ans en avril 2008 mais doit déclarer forfait à la dernière minute, souffrant d'une douleur musculaire contractée lors d'un essai à Arsenal,. En mai 2008, à la suite de la perte du statut professionnel et convoité par de nombreux clubs, il choisit de signer pour quatre ans en faveur du club londonien d'Arsenal, qui verse 300 000 € au Stade lavallois.

### 2008-2018: Une décennie à Arsenal
Il fait ses débuts professionnels le 23 septembre de la même année contre le club de Sheffield United en League Cup. Au sein des Gunners, Coquelin doit faire face à une rude concurrence avec des joueurs comme Cesc Fàbregas, Alexandre Song et Abou Diaby.

#### Prêt au FC Lorient

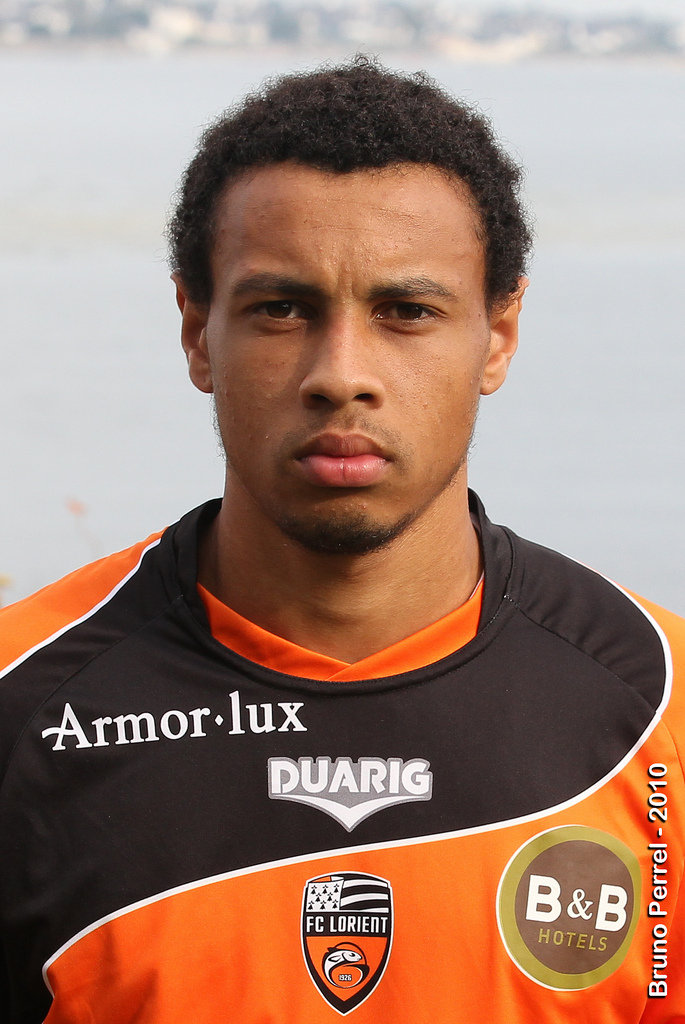
Coquelin est prêté une saison au FC Lorient.

En manque de temps de jeu chez les Gunners, il est prêté au FC Lorient le 21 juin 2010 jusqu'à la fin de la saison. Il fait ses débuts avec le FC Lorient face à l'OGC Nice (défaite 2-1). Coquelin délivre sa première passe décisive avec le FC Lorient face à au Lille OSC. Il reçoit le premier carton rouge de sa carrière face à Valenciennes FC. Il marque son premier but en pro face au Stade rennais en offrant la victoire aux siens.
Régulièrement aligné par Christian Gourcuff, il améliore sa vision du jeu et prend part à 25 rencontres au cours de la saison dont 24 en championnat et une en Coupe de France.
De retour à Londres, Coquelin joue son premier match de Premier League le 28 août 2011 face à Manchester United. En janvier 2012, le milieu français signe un nouveau contrat « de longue durée » avec les Gunners.

#### Prêts à Fribourg et Charlton

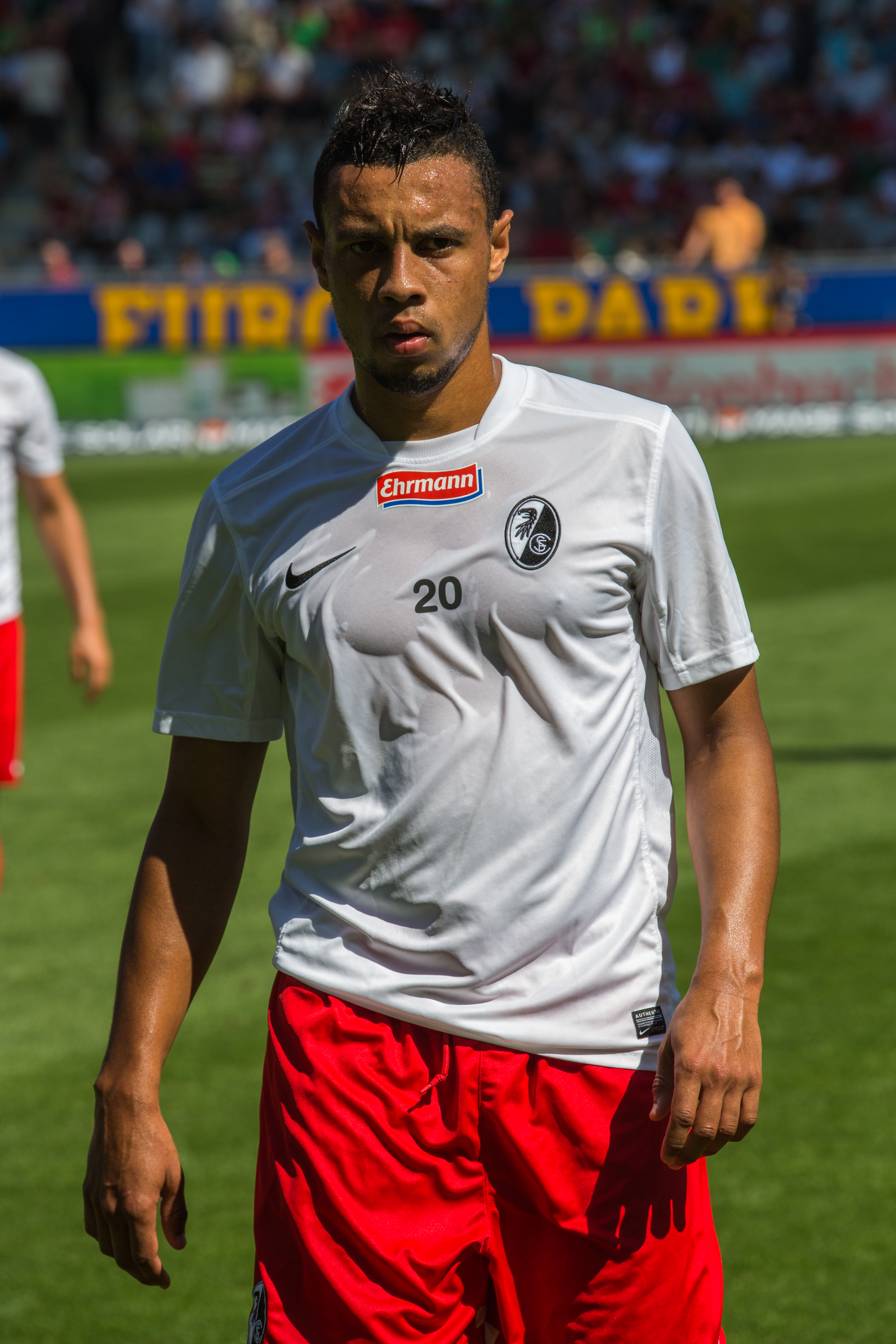
Coquelin avec le SC Fribourg.

Le 5 juillet 2013, Arsenal annonce que Coquelin rejoint Freiburg en prêt. Après de bons matchs de préparation avec le club allemand, Francis Coquelin commence la saison comme titulaire au poste de milieu gauche dans l'équipe dirigée par Christian Streich. Il marque son premier but pour le club face au Slovan Liberec (victoire 2-1). Mais il ne réussit pas à s'imposer et Streich le fait jouer sur les côtés plutôt qu'à son poste de prédilection. Après 24 matchs sous le maillot rouge de Fribourg, Coquelin revient à Londres.
Le 3 novembre 2014, Francis Coquelin est prêté pour un mois à Charlton Athletic, club de Championship. Il joue son premier match face à Leeds United et retrouve la confiance et l'envie grâce au soutien de son manager.

#### 2015-2017: La révélation

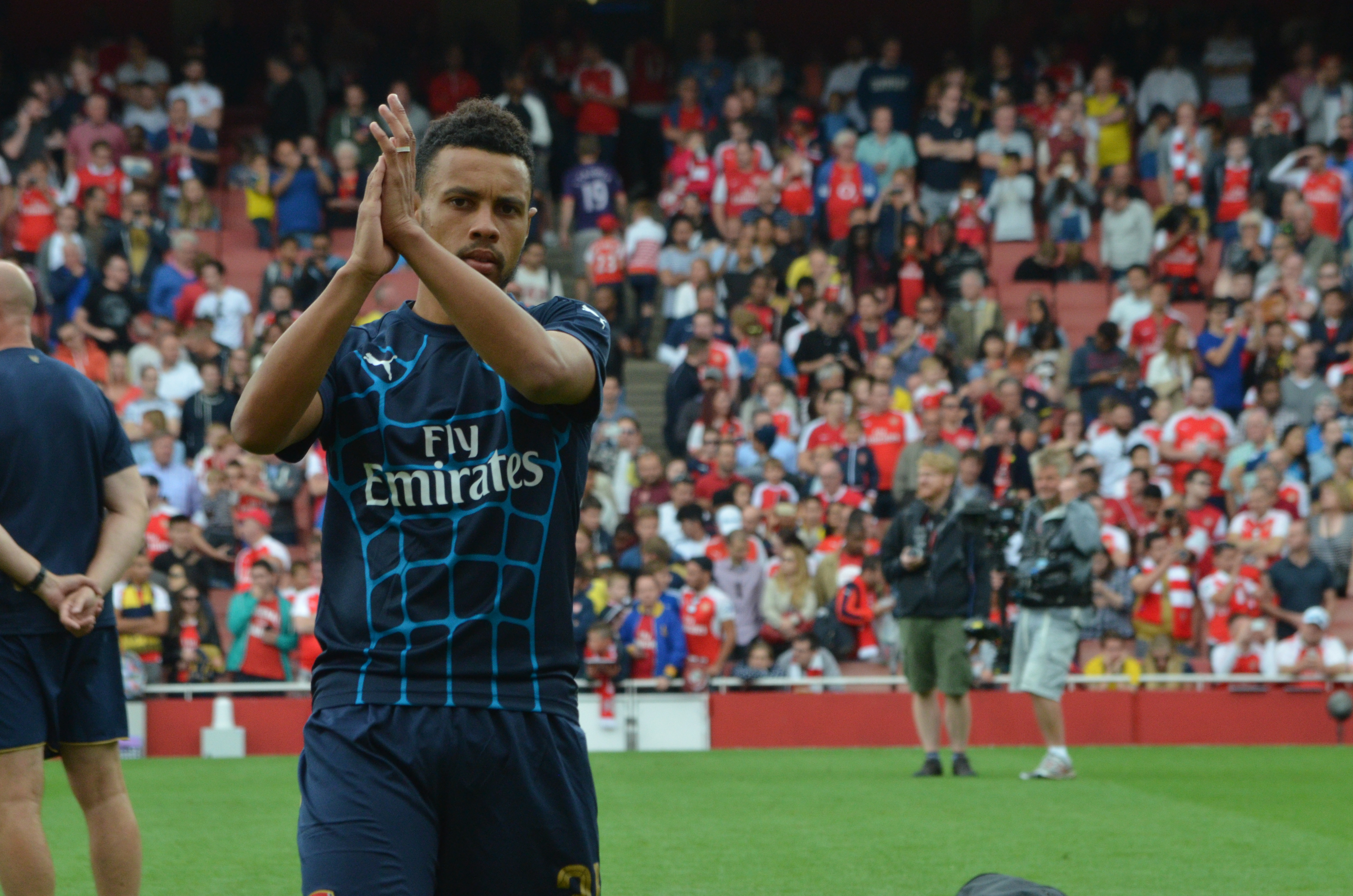
Coquelin à l'échauffement avec Arsenal en juillet 2015.

Il revient de prêt de Charlton Athletic le 12 décembre, rappelé en urgence par Arsène Wenger pour pallier les blessures au sein de son effectif. Il trouve sa place de titulaire durant la seconde partie de la saison 2014-2015, s'imposant comme un joueur majeur des Gunners au poste de milieu récupérateur. Son retour coïncide avec la remontée au classement de son équipe. Il est titulaire lors de la finale de la FA Cup contre Aston Villa (victoire 4-0).
Les deux saisons suivantes il confirme, malgré la qualité de ses concurrents au milieu de terrain. Il prolonge son contrat en janvier 2017.

### Rebond à Valence
En manque de temps de jeu à Londres, il signe le 11 janvier 2018 à Valence, pour un montant avoisinant les 12 millions d’euros et un contrat de quatre saisons et demie, jusqu’en 2022. Sa clause libératoire est fixée à 80 millions d’euros. Dans un club qualifié deux saisons de suite pour la Ligue des Champions, il joue 89 matches en deux ans et demi et remporte la Copa del Rey en 2019.

### Villarreal CF
Le 12 août 2020, son transfert pour Villarreal CF est officialisé. Dans ce club de la banlieue de Valence, il est sous les ordres d'Unai Emery, spécialiste de la Ligue Europa. Son temps de jeu est faible, du fait de blessures et d'une concurrence féroce au milieu de terrain où Dani Parejo et Étienne Capoue excellent. Après une folle campagne européenne en C3, Villarreal et Francis Coquelin remportent leur premier titre européen en battant Manchester United Football Club en finale de Ligue Europa. Cette finale est marquée par une séance de tirs au but spectaculaire conclue par un échec au tir du gardien mancunien David de Gea face à son homologue argentin Gerónimo Rulli. Dans cette séance Francis Coquelin ne tremble pas et transforme son essai.

### Parcours international

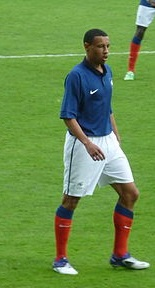
Coquelin avec les Bleuets (2011).

Après avoir été sélectionné en équipe de France des moins de 17 ans puis des moins de 18 ans, il joue avec les moins de 19 ans. Il participe avec cette équipe au championnat d'Europe des moins de 19 ans en 2010. Lors de cette compétition organisée dans son pays natal, il joue quatre matchs. Il se met en évidence en délivrant une passe décisive contre la Croatie en demi-finale. Emmenée par Antoine Griezmann, la France remporte l'Euro en battant l'Espagne en finale. Coquelin est désigné par l'UEFA dans l'équipe du tournoi.
Par la suite, le sélectionneur Francis Smerecki convoque Francis Coquelin avec les moins de 20 ans. En 2011, le jeune milieu est sélectionné pour participer à la Coupe du monde de cette catégorie. Lors du Mondial junior organisé en Colombie, il est titulaire indiscutable et joue sept matchs. La France se classe quatrième du mondial, battue par le Mexique lors de la "petite finale".
Le 7 octobre 2011, Coquelin est sélectionné pour la première fois en équipe de France espoirs, lors d'un match comptant pour les éliminatoires de l'Euro 2013 face au Kazakhstan (2-0). Le 10 novembre 2011, il se met en évidence en délivrant une passe décisive contre la Roumanie lors des éliminatoires de l'Euro. Au total, il reçoit huit sélections avec les espoirs.

## Statistiques
| Saison                | Club                     | Championnat           | Championnat | Championnat | Championnat | Coupe nationale | Coupe nationale | Coupe nationale | Coupe de la Ligue | Coupe de la Ligue | Coupe de la Ligue | Supercoupe | Supercoupe | Supercoupe | Compétition(s) continentale(s) | Compétition(s) continentale(s) | Compétition(s) continentale(s) | Compétition(s) continentale(s) | Total | Total | Total |
| Saison                | Club                     | Division              | M.          | B.          | P.d.        | M.              | B.              | P.d.            | M.                | B.                | P.d.              | M.         | B.         | P.d.       | Comp.                          | M.                             | B.                             | P.d.                           | M.    | B.    | P.d.  |
| 2008-2009             | Arsenal FC               | Premier League        | -           | -           | -           | -               | -               | -               | 1                 | 0                 | 0                 | -          | -          | -          | C1                             | -                              | -                              | -                              | 1     | 0     | 0     |
| 2009-2010             | Arsenal FC               | Premier League        | -           | -           | -           | 1               | 0               | 0               | 2                 | 0                 | 0                 | -          | -          | -          | C1                             | -                              | -                              | -                              | 3     | 0     | 0     |
| 2011-2012             | Arsenal FC               | Premier League        | 10          | 0           | 1           | 3               | 0               | 0               | 3                 | 0                 | 0                 | -          | -          | -          | C1                             | 1                              | 0                              | 0                              | 17    | 0     | 1     |
| 2012-2013             | Arsenal FC               | Premier League        | 11          | 0           | 0           | 2               | 0               | 0               | 3                 | 0                 | 1                 | -          | -          | -          | C1                             | 6                              | 0                              | 0                              | 22    | 0     | 1     |
| 2014-2015             | Arsenal FC               | Premier League        | 22          | 0           | 0           | 5               | 0               | 0               | 1                 | 0                 | 0                 | -          | -          | -          | C1                             | 2                              | 0                              | 0                              | 30    | 0     | 0     |
| 2015-2016             | Arsenal FC               | Premier League        | 26          | 0           | 0           | 2               | 0               | 0               | -                 | -                 | -                 | 1          | 0          | 0          | C1                             | 6                              | 0                              | 0                              | 35    | 0     | 0     |
| 2016-2017             | Arsenal FC               | Premier League        | 29          | 0           | 0           | 3               | 0               | 0               | 1                 | 0                 | 0                 | -          | -          | -          | C1                             | 6                              | 0                              | 0                              | 39    | 0     | 0     |
| 2017-2018             | Arsenal FC               | Premier League        | 7           | 0           | 0           | -               | -               | -               | 2                 | 0                 | 1                 | -          | -          | -          | C3                             | 4                              | 0                              | 0                              | 13    | 0     | 1     |
| Sous-total            | Sous-total               | Sous-total            | 105         | 0           | 1           | 16              | 0               | 0               | 13                | 0                 | 2                 | 1          | 0          | 0          | -                              | 25                             | 0                              | 0                              | 160   | 0     | 3     |
| 2010-2011             | FC Lorient (prêt)        | Ligue 1               | 24          | 1           | 1           | 1               | 0               | 0               | -                 | -                 | -                 | -          | -          | -          | -                              | -                              | -                              | -                              | 25    | 1     | 1     |
| 2013-2014             | SC Fribourg (prêt)       | Bundesliga            | 16          | 0           | 1           | 3               | 0               | 0               | -                 | -                 | -                 | -          | -          | -          | C3                             | 5                              | 1                              | 0                              | 24    | 1     | 1     |
| 2014-2015             | Charlton Athletic (prêt) | Championship          | 5           | 0           | 0           | -               | -               | -               | -                 | -                 | -                 | -          | -          | -          | -                              | -                              | -                              | -                              | 5     | 0     | 0     |
| 2017-2018             | Valence CF               | LaLiga                | 9           | 1           | 0           | 2               | 0               | 0               | -                 | -                 | -                 | -          | -          | -          | -                              | -                              | -                              | -                              | 11    | 1     | 0     |
| 2018-2019             | Valence CF               | LaLiga                | 26          | 0           | 1           | 5               | 0               | 0               | -                 | -                 | -                 | -          | -          | -          | C1+C3                          | 4+7                            | 0+0                            | 0+0                            | 42    | 0     | 1     |
| 2019-2020             | Valence CF               | LaLiga                | 26          | 0           | 0           | 3               | 0               | 1               | -                 | -                 | -                 | 1          | 0          | 0          | C1                             | 6                              | 0                              | 0                              | 36    | 0     | 1     |
| Sous-total            | Sous-total               | Sous-total            | 61          | 1           | 1           | 10              | 0               | 1               | -                 | -                 | -                 | 1          | 0          | 0          | -                              | 17                             | 0                              | 0                              | 89    | 1     | 2     |
| 2020-2021             | Villarreal CF            | LaLiga                | 22          | 0           | 0           | 3               | 0               | 0               | -                 | -                 | -                 | -          | -          | -          | C3                             | 7                              | 0                              | 0                              | 32    | 0     | 0     |
| 2021-2022             | Villarreal CF            | LaLiga                | 20          | 2           | 1           | -               | -               | -               | -                 | -                 | -                 | -          | -          | -          | C1                             | 8                              | 1                              | 0                              | 28    | 3     | 1     |
| 2022-2023             | Villarreal CF            | LaLiga                | 16          | 1           | 0           | 2               | 1               | 1               | -                 | -                 | -                 | -          | -          | -          | C4                             | 7                              | 1                              | 0                              | 25    | 3     | 1     |
| 2023-2024             | Villarreal CF            | LaLiga                | 17          | 0           | 0           | 1               | 0               | 0               | -                 | -                 | -                 | -          | -          | -          | C3                             | 4                              | 0                              | 0                              | 22    | 0     | 0     |
| Sous-total            | Sous-total               | Sous-total            | 75          | 3           | 1           | 6               | 1               | 1               | -                 | -                 | -                 | -          | -          | -          | -                              | 26                             | 2                              | 0                              | 107   | 6     | 2     |
| 2024-2025             | FC Nantes                | Ligue 1               | 6           | 1           | 1           | -               | -               | -               | -                 | -                 | -                 | -          | -          | -          | -                              | -                              | -                              | -                              | 6     | 1     | 1     |
| 2025-2026             | FC Nantes                | Ligue 1               | -           | -           | -           | -               | -               | -               | -                 | -                 | -                 | -          | -          | -          | -                              | -                              | -                              | -                              | 0     | 0     | 0     |
| Sous-total            | Sous-total               | Sous-total            | 6           | 1           | 1           | -               | -               | -               | -                 | -                 | -                 | -          | -          | -          | -                              | -                              | -                              | -                              | 6     | 1     | 1     |
| Total sur la carrière | Total sur la carrière    | Total sur la carrière | 292         | 6           | 6           | 36              | 1               | 2               | 13                | 0                 | 2                 | 2          | 0          | 0          | -                              | 73                             | 3                              | 0                              | 416   | 10    | 10    |

## Palmarès

### En club

#### Arsenal FC
- FA Cup
  - Vainqueur : 2015, 2017

- Community Shield
  - Vainqueur : 2015

- Premier League
  - Vice-champion : 2015-16

#### Valence CF
- Coupe du Roi
  - Vainqueur : 2019

#### Villarreal CF
- Ligue Europa
  - Vainqueur : 2021

### En sélection

#### France U19
- Championnat d'Europe U19
  - Vainqueur: 2010